# 9023 Mnesthus
A 9023 Mnesthus (ideiglenes jelöléssel 1988 RG1) egy kisbolygó a Naprendszerben. Carolyn Jean Spellmann Shoemaker és Eugene Merle Shoemaker fedezte fel 1988. szeptember 10-én.